# Nueve de Julio (San Juan)
Pour les articles homonymes, voir Nueve de Julio (homonymie).
Nueve de Julio est une ville d'Argentine, chef-lieu du Département de Nueve de Julio, située au centre de la province de San Juan. Elle se trouve au milieu de l'oasis du Valle del Tulum.